# Zachary Levi
Zachary Levi Pugh (n. 29 septembrie 1980, Lake Charles⁠(d), Louisiana, SUA), mai bine cunoscut după numele său de scenă Zachary Levi, este un actor, regizor și cântăreț american. Este cunoscut pentru rolurile: Kipp Steadman în Less than Perfect, Chuck Bartowski în Chuck și Flynn Rider în O poveste încâlcită.

## Filmografie

### Film
| An   | Titlu                                                | Rol                                     | Note                                    |
| ---- | ---------------------------------------------------- | --------------------------------------- | --------------------------------------- |
| 2005 | Reel Guerrillas                                      | Evon Schwarz                            | Scurt metraj                            |
| 2006 | Big Momma's House 2                                  | Kevin                                   |                                         |
| 2007 | Spiral                                               | Berkeley                                | De asemenea, producător executiv        |
| 2007 | Ctrl Z                                               | Ben Pillar                              | Scurt                                   |
| 2008 | Wieners                                              | Ben                                     |                                         |
| 2008 | The Tiffany Problem                                  | Zac                                     | Scurt                                   |
| 2008 | An American Carol                                    | Lab Tech 1                              |                                         |
| 2008 | Shades of Ray                                        | Ray Rehman                              |                                         |
| 2009 | Stuntmen                                             | Troy Ratowski                           |                                         |
| 2009 | Alvin and the Chipmunks: The Squeakquel              | Toby Seville                            |                                         |
| 2010 | Byron Phillips: Found                                | Byron Phillips                          | Scurt                                   |
| 2010 | Tangled                                              | Eugene Fitzherbert / Flynn Rider (voce) |                                         |
| 2011 | Under the Boardwalk: The Monopoly Story              | Narator                                 |                                         |
| 2011 | No Rest For the Wicked: Moebius and Basil Adventures | Moebius                                 | Scurt                                   |
| 2012 | Tangled Ever After                                   | Eugene Fitzherbert / Flynn Rider (voce) | Scurt                                   |
| 2012 | Defeat the Label                                     | Himself                                 | Scurt                                   |
| 2013 | Remember Sunday                                      | Gus                                     |                                         |
| 2013 | Thor: The Dark World                                 | Fandral                                 |                                         |
| 2016 | Apex: The Story of the Hypercar                      | Narator                                 |                                         |
| 2016 | She Loves Me                                         | Georg Nowack                            | Producție filmată                       |
| 2017 | Thor: Ragnarok                                       | Fandral                                 |                                         |
| 2017 | The Star                                             | Joseph (voce)                           |                                         |
| 2018 | Office Uprising                                      | Adam Nusbaum                            |                                         |
| 2018 | Blood Fest                                           | Himself                                 | Cameo                                   |
| 2019 | Shazam!                                              | Billy Batson / Shazam                   |                                         |
| 2021 | The Mauritanian                                      | Neil Buckland                           |                                         |
| 2021 | American Underdog                                    | Kurt Warner                             |                                         |
| 2022 | Apollo 10 1⁄2: A Space Age Childhood                 | Kranz/Voci suplimentare                 |                                         |
| 2022 | The Unbreakable Boy                                  | LeRette                                 | [ 5 ]                                   |
| 2022 | Shazam! Fury of the Gods                             | Billy Batson / Shazam                   | Post-producție                          |
| 2023 | Chicken Run: Dawn of the Nugget                      | Rocky (voce)                            | În producție; înlocuiește pe Mel Gibson |